# Evangelisch-lutherische St.-Georgs-Kirche (Samara)

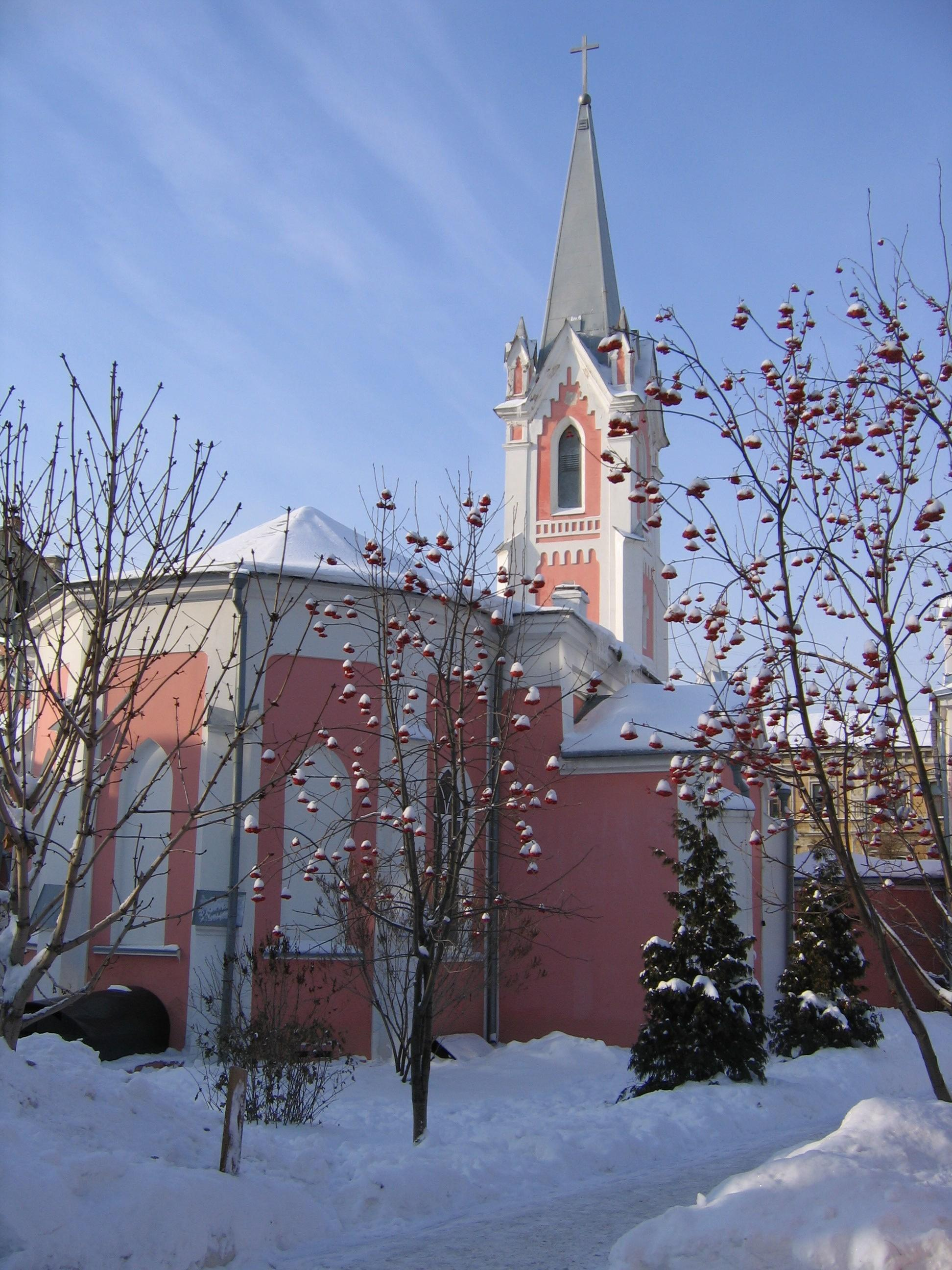
St.-Georgs-Kirche in Samara

Die evangelisch-lutherische St.-Georgs-Kirche in Samara ist ein Kirchengebäude in der russischen Stadt Samara mit angrenzenden Gebäuden in der Kuibyschew-Straße.

## Kirchengebäude
Die St.-Georgs-Kirche wurde ursprünglich als römisch-katholische Kirche erbaut. Der katholische russische Kaufmann E.N. Annaev stiftete das Geld für diesen Kirchenbau. Als die Kirche 1863 fast fertig war, fand in Polen, das damals zum Russischen Reich gehörte, ein Aufstand statt. Infolge dieses Aufstands wurde alles „Polnische“ verfolgt, die Kirche enteignet und der lutherischen Gemeinde übergeben. Die katholische Kirche wurde damals mit „polnisch“ gleichgesetzt, so wie die Lutheraner mit „deutsch“ identifiziert wurden.
Am 26. September 1865 weihte der Divisionsprediger Peter August Pundani aus Kasan, der einmal im Jahr Samara besuchte, um zu taufen und mit der Gemeinde das Abendmahl zu feiern, zusammen mit Pastor Friedrich Meyer aus Simbirsk die Kirche ein. Die Kirche konnte fertig gebaut werden dank der Spenden der Einwohner Samaras und der Unterstützung der lutherischen Hilfskassen.
Zwar hatte die Gemeinde in Samara nun ihre eigene Kirche, doch zunächst hatte sie immer noch keinen Pfarrer. Sie wurde – wie bisher – von den Predigern Pundani und Kern lediglich von Zeit zu Zeit besucht. Erst im Juli 1868 bekam dann die Gemeinde ihren ersten eigenen Pfarrer: der in Estland geborene Eduard Johansen zog zusammen mit seiner Familie nach 8-jährigem Dienst in Omsk (Sibirien) nach Samara. Seine Kenntnisse der baltischen Sprachen ermutigten ihn auch in benachbarten baltischen Dörfern Gottesdienste zu feiern.

## Geschichte

### Anfänge
In den 1850er Jahren kamen viele deutsche Geschäftsleute nach Samara. In der Mehrzahl waren sie lutherischen Glaubens. Einer der deutschen Lutheraner, Konstantin Grot, wurde sogar Gouverneur des Gebiets. Er war es auch, der die erste Gemeinde gründete und leitete. Bereits 1865 bestand die Gemeinde aus 112 Mitgliedern und gehörte zum großen „Moskau-Kreis“, einem der fünf lutherischen Konsistorialkreise Russlands.

### Gemeindeleben
Im Jahr 1878 zählte die Gemeinde 300 Mitglieder und nach offiziellen staatlichen Angaben entsprach der Anteil Deutscher im Stadtgebiet 3,5 %. Viele Jahre lang war die evang.-luth. Kirche das Zentrum des geistlichen und gesellschaftlichen Lebens der Deutschen im gesamten Gebiet Samaras. So gab es eine Gesellschaft für die „Unterstützung der Ausbildung“, die die Sprache und Kultur der Lutheraner pflegte und eigene Schulen gründete. Die Kirche hatte eine private Schule und einen Kindergarten für deutsche Kinder. Durch Spendengelder wurden die Lehrer und Schüler unterstützt.
Im Jahr 1875 gab es einen großen Brand in Samara, von dem auch die St.-Georgs-Kirche betroffen war. Im Zuge des Wiederaufbaus kamen noch zwei Nebengebäude zur Kirche hinzu; das „Pastorat“, die Wohnung des Pfarrers, sowie das Gemeindehaus.

### Zeit der Repression und des Verbots
Bis zum Jahr 1924 konnte die Gemeinde in Samara weitgehend ungehindert arbeiten. Doch ab diesem Zeitpunkt war die Gemeinde immer stärkeren Repressalien ausgesetzt und am 5. Januar 1930 beschloss die neue Stadtverwaltung, die Kirche endgültig zu schließen – „auf Wunsch der Werktätigen“, wie es hieß. Seitdem war die Kirche ihrer Bestimmung entzogen. Zunächst versammelte sich hier „Der Bund der Gottlosen“, später wurde die Kirche als Lagerhalle benutzt. Damit glich das Schicksal der lutherischen Kirche in Samara dem Schicksal anderer Gotteshäuser in Russland. Viele Gemeindemitglieder wurden später – als Deutsche – nach Sibirien, Kasachstan oder Mittelasien deportiert. Ein Gemeindeleben konnte nicht mehr öffentlich stattfinden.

### Neubeginn
Am 19. August 1991 konnte in Samara die „evangelisch-lutherische Gemeinde“ offiziell bei den Behörden (wieder)registriert werden. Dank den Bemühungen der Gemeinde, der Russlanddeutschen und der städtischen sowie regionalen Öffentlichkeit, bekam die Kirchengemeinde am 6. September 1991 laut dem Beschluss der Stadtverwaltung Nr. 651 den ganzen Komplex „zur unentgeltlichen Nutzung“ und zur Verwaltung zurück. Seit Juni 2003 gibt es eine Orgel. Sie ist neben der Orgel in der Philharmonie die einzige in Samara. Durch einen Erlass des russischen Präsidenten Putin 2010 wurden Grundstück und Kirche wieder Besitz der Kirchengemeinde.